# Madhogarh
Madhogarh (hindi माधोगढ़) – miasto w północnych Indiach w stanie Uttar Pradesh, na Nizinie Hindustańskiej.
Populacja miasta w 2001 roku wynosiła 50 071 mieszkańców.